# Збризький замок

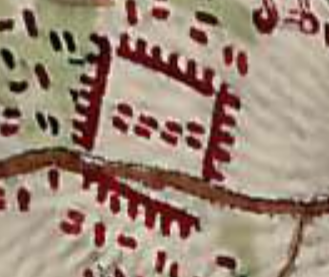
Збризький замок на мапі Фрідріха фон Міґа, XVIII ст.

Замок в Збрижу (пол. Zamek w Zbrzyziu) — оборонна споруда, розташована на р. Збруч.
Містечко Збриж заснував галицький хорунжий — Станіслав Лянцкоронський.
Замок в Збрижу вибудував скальський, ґощинський староста — Адам Тарло (1708–1772), чоловік Саломеї Межеєвської, яка привнесла маєток у Збрижі як віно. В 1744 р. він розпочав також будувати кляштор для капуцинів, який обніс муром у формі свого родового гербу — сокири. Останнім власником замку був онук Адама — Флоріан Тарло. У 1837 більшу частину Збрижу купив Станіслав Стажинський. До 1917 року від замку залишився перебудований житловий будинок на два поверхи з вежею.